# Fu Chao-hsuan
Fu Chao-hsuan (* 14. Dezember 2002) ist ein taiwanischer Leichtathlet, der sich auf den Hochsprung spezialisiert hat.

## Sportliche Laufbahn
Erste internationale Erfahrungen sammelte Fu Chao-hsuan im Jahr 2019, als er bei den Jugendasienmeisterschaften in Hongkong mit übersprungenen 2,14 m die Bronzemedaille im Hochsprung. 2023 belegte er bei den Asienmeisterschaften in Bangkok mit 2,19 m den sechsten Platz. Im August gewann er bei den World University Games in Chengdu mit 2,20 m die Silbermedaille hinter dem Ukrainer Wladyslaw Lawskyj und im Oktober belegte er bei den Asienspielen in Hangzhou mit 2,19 m den sechsten Platz. 2025 belegte er bei den Asienmeisterschaften in Gumi mit 2,15 m ebenfalls Rang sechs, ehe er bei den World University Games in Bochum mit 2,25 m die Silbermedaille hinter dem Israeli Yonathan Kapitolnik gewann.
In den Jahren 2018, 2020 und 2024 wurde Fu taiwanischer Meister im Hochsprung.